# Dalal Midhat-Talakić
Dalal Midhat-Talakić, född 5 augusti 1981 i Sarajevo, är en bosnisk sångerska.

## Eurovision
Den 25 november 2015 meddelades det att BHRT valt ut Dalal till att representera Bosnien-Hercegovina i Eurovision Song Contest 2016 i Stockholm tillsammans med musikerna Deen, Ana Rucner och Jasmin Fazlić. Kvartettens låt "Ljubav je" presenterades den 19 februari 2016.
De framförde bidraget i den första semifinalen i Globen den 10 maj 2016, men det gick inte vidare till final.

## Diskografi

### Singlar
- 2016 - "Ljubav je"